# Enrico Glori
Enrico Glori pseudonyme de Enrico Musy (né le 3 août 1901 à Naples, en Campanie, et mort à Rome le 22 avril 1966) est un acteur italien.

## Biographie
Partageant sa carrière entre la France et l'Italie, Enrico Glori débute au cinéma en 1934 et participe à 123 films (français, italiens ou encore coproductions) jusqu'en 1962.
À la télévision, il apparaît dans quatre téléfilms (entre 1956 et 1963) et une série (deux épisodes, en 1965-1966). Durant sa période d'activité, il joue également au théâtre.

## Filmographie partielle
- 1934 : La Rue sans nom de Pierre Chenal
- 1935 : Marchand d'amour d'Edmond T. Gréville
- 1935 : La Kermesse héroïque de Jacques Feyder
- 1936 : Mister Flow de Robert Siodmak
- 1936 : Anne-Marie de Raymond Bernard
- 1936 : La Vie parisienne de Robert Siodmak
- 1936 : Jenny de Marcel Carné
- 1936 : Quand minuit sonnera de Léo Joannon
- 1937 : Les Perles de la couronne de Sacha Guitry et Christian-Jaque
- 1937 : L'Homme de nulle part de Pierre Chenal
- 1937 : L'Escadrille de la chance de Max de Vaucorbeil
- 1937 : La Danseuse rouge ou La Chèvre aux pieds d'or de Jean-Paul Paulin
- 1937 : La Belle de Montparnasse de Maurice Cammage
- 1937 : Un grand amour de Beethoven d'Abel Gance
- 1937 : L'Homme à abattre de Léon Mathot
- 1937 : I tre desideri de Giorgio Ferroni et Kurt Gerron
- 1938 : Le Schpountz de Marcel Pagnol
- 1938 : Le Roman d'un génie ou Verdi (Giuseppe Verdi) de Carmine Gallone
- 1938 : Sous la Croix du Sud (Sotto la croce del sud) de Guido Brignone
- 1938 : Il suo destino d'Enrico Guazzoni
- 1938 : Tarakanowa (La principessa Tarakanova) de Fedor Ozep et Mario Soldati
- 1938 : La signora di Montecarlo de Mario Soldati et André Berthomieu
- 1939 : L'Inconnue de Monte-Carlo d'André Berthomieu (version française du film précédent, tourné en italien, La signora di Montecarlo)
- 1939 : L'Apôtre du désert (Abunas Messias) de Goffredo Alessandrini
- 1939 : Terre de feu (Terra di fuoco) de Giorgio Ferroni et Marcel L'Herbier
- 1939 : Les Grands Magasins (Grandi magazzini) de Mario Camerini
- 1940 : Dette d'honneur (La gerla di papà Martin) de Mario Bonnard
- 1940 : L'Intruse (Abbandono) de Mario Mattoli
- 1940 : La Fille du corsaire : (La figlia del Corsaro Verde) d'Enrico Guazzoni
- 1941 : Les Fiancés (I promessi sposi) de Mario Camerini
- 1942 : Les Deux Orphelines (Le due orfanelle) de Carmine Gallone
- 1942 : Don César de Bazan (Don Cesare di Bazan) de Riccardo Freda
- 1943 : Harlem de Carmine Gallone
- 1945 : Monaca santa de Guido Brignone
- 1946 : Attentat à Téhéran (Teheran) de William Freshman et Giacomo Gentilomo
- 1946 : Au diable la richesse (Abbasso la ricchezza !) de Gennaro Righelli
- 1947 : Perdu dans les ténèbres (Sperduti nel buio) de Camillo Mastrocinque
- 1947 : Le Dessous des cartes d'André Cayatte
- 1947 : Fumerie d'opium (La Fumeria d'oppio) de Raffaello Matarazzo
- 1948 : La Course aux illusions (Molti sogni per le strade) de Mario Camerini
- 1948 : La Chartreuse de Parme de Christian-Jaque
- 1949 : L'Empereur de Capri (L'imperatore di Capri) de Luigi Comencini
- 1949 : Romanticismo de Clemente Fracassi
- 1950 : Il voto de Mario Bonnard
- 1950 : La taverna della libertà de Maurice Cam
- 1950 : Naples millionnaire (Napoli milionaria) d'Eduardo De Filippo
- 1951 : Le Fils de personne (I figli di nessuno) de Raffaello Matarazzo
- 1951 : Chanson de printemps ou La Séductrice (Canzone di primavera) de Mario Costa
- 1951 : La Vengeance du corsaire (La vendetta del corsario) de Primo Zeglio
- 1952 : Pentimento de Mario Costa
- 1952 : La voce del sangue de Pino Mercanti
- 1952 : Un homme à détruire (Imbarco a mezzanotte) de Joseph Losey
- 1952 : À la pointe de l'épée (A fil di spada) de Carlo Ludovico Bragaglia
- 1952 : Viva il cinema! de Giorgio Baldaccini et Enzo Trapani
- 1953 : La Fille sans homme (Un marito per Anna Zaccheo) de Giuseppe De Santis
- 1953 : La Dame sans camélia (La signora senza camelie) de Michelangelo Antonioni
- 1953 : Station Terminus (Stazione Termini) de Vittorio De Sica
- 1953 : Légion étrangère (Legione straniera) de Basilio Franchina
- 1953 : Verdi (Giuseppe Verdi) de Raffaello Matarazzo
- 1954 : Le Printemps, l'Automne et l'Amour de Gilles Grangier
- 1954 : En amour on pèche à deux (In amore si pecca in due) de Vittorio Cottafavi
- 1954 : La Pensionnaire (La spiaggia) de Alberto Lattuada
- 1954 : L'amante di Paride de Marc Allégret et Edgar Georg Ulmer
- 1954 : Larmes d'amour (Lacrime d'amore) de Pino Mercanti
- 1954 : Le Tournant dangereux de Robert Bibal
- 1955 : Le Dossier noir d'André Cayatte
- 1955 : Les Anges aux mains noires (La ladra) de Mario Bonnard
- 1955 : La Vengeance de la déesse rouge (La grande savana) d'Elia Marcelli
- 1955 : Il prigioniero della montagna de Luis Trenker
- 1956 : La Revanche du prince noir (Lo spadaccino misterioso) de Sergio Grieco
- 1956 : Le Secret de sœur Angèle de Léo Joannon
- 1956 : La Belle des belles (La donna più bella del mondo) de Robert Z. Leonard
- 1957 : Parola di ladro de Nanni Loy et Gianni Puccini
- 1957 : Œil pour œil d'André Cayatte
- 1957 : La Blonde enjôleuse (La ragazza del palio) de Luigi Zampa
- 1958 : Adorabili e bugiarde de Nunzio Malasomma
- 1958 : Tabarin de Richard Pottier
- 1958 : Fortunella d'Eduardo De Filippo
- 1959 : Erode il grande de Victor Tourjanski
- 1960 : Les Nuits de Raspoutine de Pierre Chenal
- 1960 : L'impiegato de Gianni Puccini
- 1960 : L'Homme aux cent visages (Il mattatore) de Dino Risi
- 1960 : La dolce vita de Federico Fellini
- 1960 : La Terreur du masque rouge (Terrore della maschera rossa) de Luigi Capuano
- 1960 : L'Inassouvie (Un amore a Roma) de Dino Risi
- 1961 : Ça s'est passé à Rome (La giornata balorda), de Mauro Bolognini
- 1961 : Maciste, l'homme le plus fort du monde (Maciste, l'uomo più forte del mondo) d'Antonio Leonviola
- 1961 : Romulus et Rémus (Romolo e Remo) de Sergio Corbucci
- 1961 : Vanina Vanini de Roberto Rossellini
- 1961 : Barabbas (Barabba) de Richard Fleischer
- 1961 : Constantin le Grand (Costantino il grande) de Lionello De Felice
- 1962 : Le Tyran de Syracuse (Il tirano di Siracusa) de Curtis Bernhardt
- 1962 : Le Commando traqué (Tiro al piccione) de Giuliano Montaldo

## Théâtre
- 1936 : Fric-Frac, pièce d'Édouard Bourdet, avec Arletty, Victor Boucher, Michel Simon (Théâtre de la Michodière, Paris)